# ملیسا شنولسون
ملیسا شنولسون (انگلیسی: Melisa Şenolsun؛ زادهٔ ۲۴ سپتامبر ۱۹۹۶) بازیگر اهل ترکیه است. وی از سال ۲۰۱۵ میلادی تاکنون مشغول فعالیت بوده‌است.
از فیلم‌ها یا برنامه‌های تلویزیونی که وی در آن نقش داشته‌است می‌توان به موهبت اشاره کرد.